# Арунций Целз
Арунций Целз (на латински: Arruntius Celsus) е римлянин от фамилията Арунции през 4 век.
Той е коментатор на Публий Теренций Афер, един от най-прочутите поети на комедии в Древен Рим.